# Käre John
Käre John é um filme de drama sueco de 1964 dirigido e escrito por Lars-Magnus Lindgren. Foi indicado ao Oscar de melhor filme estrangeiro na edição de 1965, representando a Suécia.

## Elenco
- Jarl Kulle - John Berndtsson
- Christina Schollin - Anna
- Helena Nilsson - Helena
- Erik Hell - Yngve Lindgren
- Emy Storm - Karin Lindgren
- Morgan Anderson - Raymond
- Synnøve Liljebæck - Dagny
- Hans Wigren - Elon
- Håkan Serner - Erwin
- Bo Wahlström - Bosse
- Erland Nordenfalk - Kurt